# ŽKK Novi Zagreb
ŽKK Novi Zagreb je hrvatski ženski košarkaški klub iz Zagreba. Sjedište je na adresi Trnsko 25a, Zagreb.

## Poznate igračice
- Mirna Mazić
- Emanuela Salopek
- Anđa Jelavić
- Vanda Baranović-Urukalo
- Marina Mazić
- Iva Serdar
- Kristina Benić

## Domaći uspjesi
- prvakinje Hrvatske: 2013.[1]
doprvakinje:
prvakinje ligaškog dijela: 2014.
doprvakinje ligaškog dijela: 2012., 2013.
- osvajačice Kupa Hrvatske 2013., 2014.[1]
finalistice Kupa Hrvatske: 2012.